# Liste des représentants permanents de la France à l'ONU à Genève

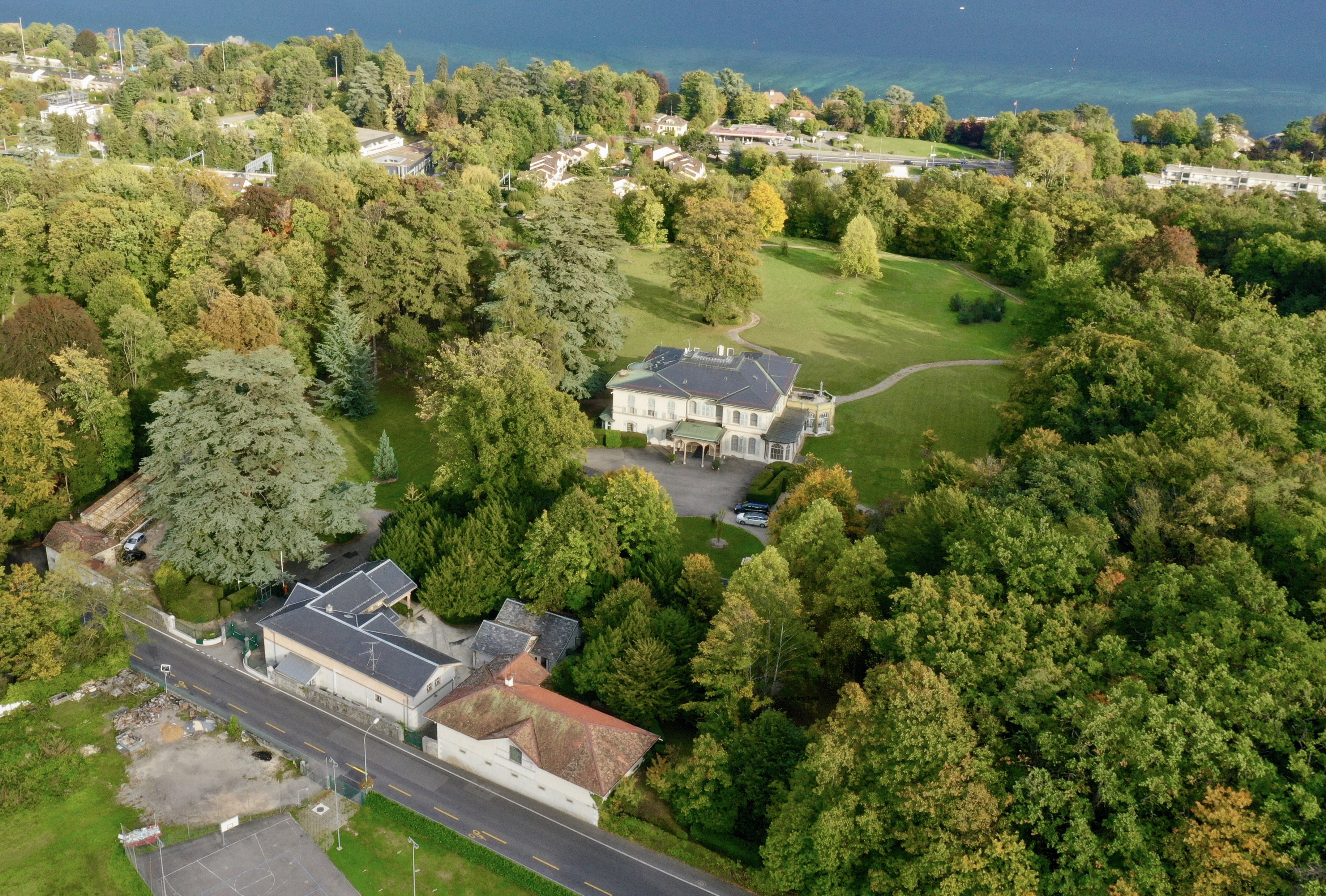
Vue aérienne de la villa « Les Ormeaux » à Pregny-Chambésy, où siège la représentation permanente.

La liste des représentants permanents de la France à l'ONU à Genève recense les diplomates qui ont occupé le poste de représentant permanent de la France auprès de l'Office des Nations unies à Genève ainsi que des autres organisations internationales en Suisse.
La représentation permanente est située dans la villa « Les Ormeaux » à Pregny-Chambésy, dans le canton de Genève.

## Liste
| Représentant permanent               | Décret de nomination | Décret de nomination | Photo |
| ------------------------------------ | -------------------- | -------------------- | ----- |
| Bernard Guillier de Chalvron         | 28 février 1963      | [ 1 ]                |       |
| Jean Fernand-Laurent                 | 28 mai 1970          | [ 2 ]                |       |
| Stéphane Hessel                      | 12 mai 1977          | [ 3 ]                |       |
| Robert de Souza                      | 19 novembre 1981     | [ 4 ]                |       |
| Yves Pagniez (d)                     | 25 septembre 1985    | [ 5 ]                |       |
| Xavier Marie du Cauzé de Nazelle (d) | 27 mai 1986          | [ 6 ]                |       |
| Jean-David Levitte                   | 21 mars 1988         | [ 7 ]                |       |
| Bernard Miyet                        | 19 février 1991      | [ 8 ]                |       |
| Michel de Bonnecorse                 | 12 juillet 1993      | [ 9 ]                |       |
| Daniel Bernard                       | 4 septembre 1995     | [ 10 ]               |       |
| Philippe Petit (d)                   | 24 juin 1998         | [ 11 ]               |       |
| Bernard Kessedjian                   | 8 octobre 2001       | [ 12 ]               |       |
| Jean-Maurice Ripert                  | 12 juillet 2005      | [ 13 ]               |       |
| Jean-Baptiste Mattéi (tr)            | 21 juin 2007         | [ 14 ]               |       |
| Nicolas Niemtchinow (d)              | 5 janvier 2012       | [ 15 ]               |       |
| Élisabeth Laurin (en)                | 18 juin 2015         | [ 16 ]               |       |
| François Rivasseau (d)               | 25 juillet 2018      | [ 17 ]               |       |
| Jérôme Bonnafont (tr)                | 31 juillet 2021      | [ 18 ]               |       |